# Terminal komputerowy
Terminal (ang. terminal – końcówka) – urządzenie pozwalające człowiekowi na pracę z komputerem lub systemem komputerowym. Terminal musi posiadać urządzenie wejściowe do wprowadzania instrukcji oraz urządzenie wyjściowe do przekazywania informacji operatorowi. Terminal jest stacją sieci komputerowej lub w systemie (np. w Internecie), służącą do wprowadzania lub odczytywania danych. Sam terminal nie musi mieć nawet procesora w sensie jednego układu, przykładowo popularne w latach 80. w Polsce terminale Mera serii 7xxx były zbudowane z bramek TTL serii 74.

## Historia

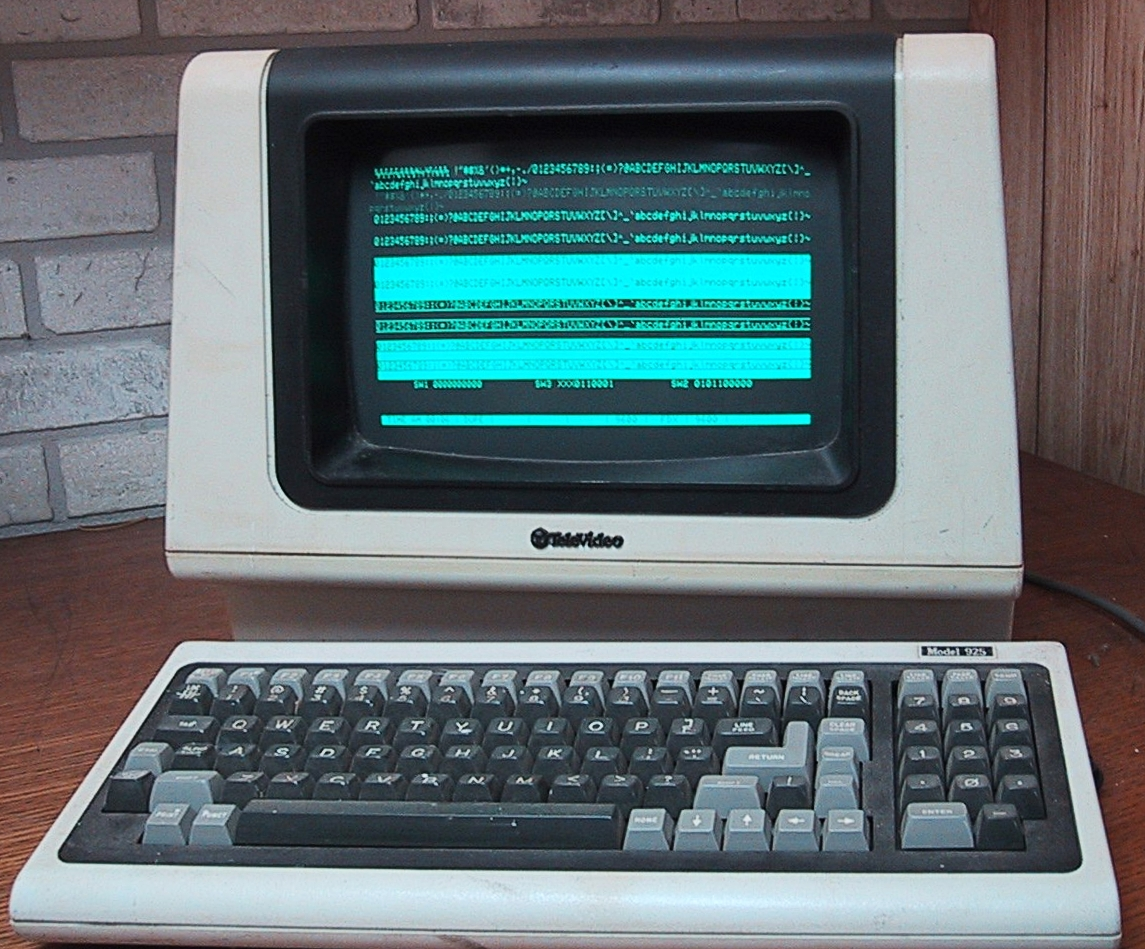
Terminal Televideo pracujący w standardzie ASCII z roku 1982

W przeszłości terminale miały postać drukarki połączonej z klawiaturą. Człowiek wpisywał polecenia, które trafiały do odległego komputera zajmującego kilka pięter budynku. Po jakimś czasie komputer odpowiadał wysyłając znaki na drukarkę. Tego typu system nosił nazwę dalekopisu (TTY z ang. teletype, albo teletypewriter). Do komunikacji wykorzystywano często standard RS-232. Rozwój techniki komputerowej spowodował zastąpienie drukarek monitorami CRT. Komputery były zbyt kosztowne, aby jeden człowiek wykorzystywał całą moc jednej maszyny. Do każdego z nich podłączano wiele terminali, które pozwalały na lepsze wykorzystanie ich drogocennego czasu.
Rewolucja cyfrowa obniżyła ceny sprzętu i doprowadziła do powstania komputera osobistego. Jedna maszyna służy jednemu człowiekowi. W takiej sytuacji terminal stał się przeżytkiem. Jego wykorzystanie ograniczono do dużych serwerów sieciowych pozbawionych własnych ekranów i klawiatur.

## Zdalne logowanie

### Zastosowanie
Rozwój sieci komputerowych spowodował, że wykorzystanie usług terminalowych stało się znowu powszechne. Wyobraźmy sobie sytuację, w której użytkownik robi coś głupiego w swoim komputerze. Potem dzwoni do helpdesku i prosi go o ratunek. Pracownik helpdesk musi przespacerować się po kilku piętrach, aby stwierdzić, że użytkownik np. włączył nadpisywanie liter w edytorze tekstu i powinien nacisnąć klawisz Insert.
W takiej sytuacji niezwykle pomocne stają się wirtualne terminale. W stacjach roboczych uruchamiany jest serwer usługi terminalowej, który pozwala na połączenie się z systemem przez sieć komputerową. Pracownik helpdesku zdalnie loguje się do wirtualnego terminala. Na swoim ekranie może zobaczyć dokładnie to samo, co widzi użytkownik. Problem zostaje rozwiązany bez zbędnego tracenia czasu.
Umożliwia to także skupienie obsługi informatycznej w jednym miejscu i np. pomoc użytkownikom w różnych oddziałach firmy w całym kraju lub na świecie z jednego miejsca, bądź też właśnie rozproszenie obsługi i korzystanie z wiedzy i pomocy specjalistów, którzy znajdują się w dowolnym miejscu na świecie, wystarczy, że posiadają oni komputer i połączenie z siecią firmową (np. przez VPN, SSH).

### Oprogramowanie
Usługi terminalowe dostępne są w systemie Windows. Jednak prawdziwą siłę pokazują w Uniksie i Linuksie. Każdy użytkownik widziany jest przez te systemy, jakby pracował na wirtualnym terminalu. Takie podejście powoduje, że te same aplikacje mogą pracować lokalnie lub przez sieć. Dostęp do komputera z sieci jest dużo łatwiejszy, ale podlega bardzo ścisłej kontroli.
Najpopularniejsze systemy zdalnego logowania to:
- Telnet – ekran tekstowy, wykorzystywany w przeszłości, brak zabezpieczeń,
- SSH – ekran tekstowy, w powszechnym użytku, zabezpieczenia kryptograficzne,
- X Window System – ekran graficzny, standardowa powłoka graficzna Uniksa i Linuksa, brak zabezpieczeń,
- VNC – ekran graficzny, zdalne przekazywanie obrazu z ekranu, niezależny od systemu operacyjnego, brak zabezpieczeń,
- RDP – protokół umożliwiający i zapewniający wymianę danych między serwerem a urządzeniami thin-client. Ochrona kryptograficzna pozwalająca zarówno na szyfrowanie transmisji (128 bit, certyfikat FIPS), jak i wzajemne uwierzytelnianie stron. Opracowany dla Windows, ale istnieją też wersje dla innych systemów.

Aktywowanie usług terminalowych zwiększa zagrożenie przejęciem komputera przez intruza. Aby się przed tym zabezpieczyć maszyny powinny chronić hasła oraz systemy kryptograficzne. Aby chronić pozbawione zabezpieczeń maszyny można posłużyć się VPN lub przekazywaniem portów przez SSH.

## Terminal mobilny

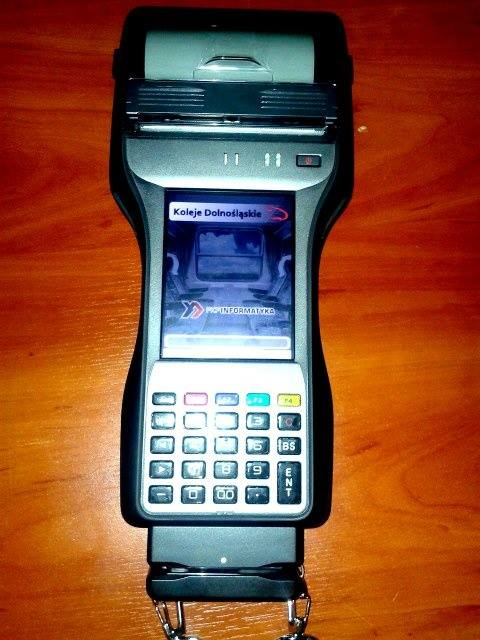
Terminal mobilny Casio IT 9000 służący do sprzedaży biletów w pociągach Kolei Dolnośląskich

Współcześnie określenia terminal lub terminal mobilny używa się niekiedy w odniesieniu do przenośnego urządzenia stanowiącego – zgodnie z pierwotną definicję – końcówkę umożliwiającą zdalny dostęp do systemu komputerowego (systemu płatności bankowych, systemu sprzedaży biletów itd). Są to na przykład tzw. terminale płatnicze (w odniesieniu do urządzeń umożliwiających płatność kartą, patrz: Terminal POS). 
W kolejnictwie powszechnie stosuje się określenie terminal mobilny wobec urządzenia umożliwiającego sprzedaż i kontrolę biletów kolejowych przez konduktorów na pokładzie pojazdu.